# ATP Challenger Sarajevo
Das ATP Challenger Sarajevo (offizieller Name BH Telecom Indoors) war ein von 2003 bis 2013 jährlich stattfindendes Tennisturnier in Sarajevo, Bosnien und Herzegowina. Es war Teil der ATP Challenger Tour und wurde in der Halle auf Hartplatz ausgetragen. Andreas Beck im Einzel, sowie Jaroslav Levinský und Jonathan Marray im Doppel, konnten das Turnier zweimal gewinnen.

## Siegerliste

### Einzel
| Jahr | Sieger                 | Finalgegner            | Finalergebnis         |
| ---- | ---------------------- | ---------------------- | --------------------- |
| 2013 | Adrian Mannarino       | Dustin Brown           | 7:63, 7:62            |
| 2012 | Jan Hernych            | Jan Mertl              | 6:3, 3:6, 7:65        |
| 2011 | Amer Delić             | Karol Beck             | kampflos              |
| 2010 | Édouard Roger-Vasselin | Karol Beck             | 6:75, 6:3, 1:0 aufgg. |
| 2009 | Ivan Dodig             | Dominik Meffert        | 6:4, 6:3              |
| 2008 | Andreas Beck (2)       | Alexander Peya         | 6:3, 7:68             |
| 2007 | Ernests Gulbis         | Jan Mertl              | 4:6, 6:4, 7:62        |
| 2006 | Andreas Beck (1)       | Andreas Vinciguerra    | 2:6, 7:61, 7:66       |
| 2005 | Uladsimir Waltschkou   | Michal Mertiňák        | 7:61, 6:3             |
| 2004 | Gilles Elseneer        | Dennis van Scheppingen | 7:65, 6:3             |
| 2003 | Richard Gasquet        | Dick Norman            | 6:1, 7:67             |

### Doppel
| Jahr | Sieger                                 | Finalgegner                   | Finalergebnis      |
| ---- | -------------------------------------- | ----------------------------- | ------------------ |
| 2013 | Mirza Bašić Tomislav Brkić             | Karol Beck Igor Zelenay       | 6:3, 7:5           |
| 2012 | Dustin Brown Jonathan Marray (2)       | Michal Mertiňák Igor Zelenay  | 7:62, 2:6, [11:9]  |
| 2011 | Jamie Delgado Jonathan Marray (1)      | Yves Allegro Andreas Beck     | 7:64, 6:2          |
| 2010 | Nicolas Mahut Édouard Roger-Vasselin   | Ivan Dodig Lukáš Rosol        | 7:66, 6:77, [10:5] |
| 2009 | Konstantin Krawtschuk Dawid Olejniczak | James Auckland Rogier Wassen  | 6:2, 3:6, [10:7]   |
| 2008 | Johan Brunström Frederik Nielsen       | Alexander Peya Lovro Zovko    | 6:4, 7:64          |
| 2007 | Ernests Gulbis Deniss Pavlovs          | Jan Mertl Lukáš Rosol         | 6:4, 6:3           |
| 2006 | Ilija Bozoljac Viktor Troicki          | Alexander Peya Lars Uebel     | 6:3, 6:4           |
| 2005 | Michal Mertiňák Serhij Stachowskyj     | Lukáš Dlouhý Jan Vacek        | 6:78, 6:2, 6:2     |
| 2004 | Jaroslav Levinský (2) Alexander Waske  | Tuomas Ketola Johan Landsberg | 6:4, 6:1           |
| 2003 | Tomáš Berdych Jaroslav Levinský (1)    | Simon Aspelin Johan Landsberg | 1:6, 7:66, 6:4     |